# Achim Wixforth
Achim Wixforth (* 26. Mai 1956 in Bielefeld) ist ein deutscher Physiker.

## Leben
1984 erhielt er sein Diplom und 1987 erfolgte die Promotion an der Universität Hamburg mit dem Thema „Wechselwirkung von akustischen Oberflächenwellen mit einem zweidimensionalen Elektronensystem“. Zwischen 1989 und 1990 war er Research Assistant Engineer an der University of California, Santa Barbara und von 1990 bis 2000 im Center of NanoScience, in München.
Nach seiner Habilitation an der Ludwig-Maximilians-Universität München im Jahre 1994 war er dort Professor.
Im Jahr 1999 erfand er eine Methode zur kurzfristigen Speicherung von Licht in einem Galliumarsenid-Halbleiterkristall. Dabei werden die durch das Licht im Halbleiter erzeugten Ladungsträgerpaare durch ein räumlich moduliertes elektrostatisches Potential getrennt und so an der Rekombination gehindert. Abschalten des Potentials erlaubt dann die Rekombination unter Aussendung eines Lichtblitzes. Speicherzeiten bis zu 1 Mikrosekunden wurden demonstriert. Der Vorschlag basierte auf früheren Arbeiten, die akustische Oberflächenwellen nutzen, um die Ladungsträgertrennung zu erreichen.
Im Jahr 2000 gründete Wixforth mit den ehemaligen Doktoranden Christoph Gauer und Jürgen Scriba sowie dem damaligen Finanzchef des Biotech-Unternehmens Biofrontera Eckart Neuhaus die Advalytix AG, die aus dem Center for NanoScience (CeNS) der Ludwig-Maximilian-Universität München hervorgegangen war. Er gehörte dem Vorstand von Advalytix bis 2007 an.
Mit der Advalytix AG sowie einem Team aus Biologen, Chemikern, Physikern und Ingenieuren entwickelte er sogenannte „ArrayBooster“, eine Technologie, die es ermöglicht, chemische Reaktionen auf Biochips präzise elektronisch zu steuern und per Software zu kontrollieren. Als Kern dieses Analysegerätes für Genschnelltests werden Nanopumpen bezeichnet, die Reagenzien berührungsfrei und ohne bewegliche Teile auf der Oberfläche von Chips positionieren können. Die Arbeiten dienen als Basis für diagnostische Testsysteme. 2005 wurde das Unternehmen von Olympus übernommen.
Von 2002 bis 2022 war Wixforth Inhaber des Lehrstuhls für Experimentalphysik I an der Universität Augsburg.

## Auszeichnungen
- 1998: Walter-Schottky-Preis für Festkörperforschung der Deutschen Physikalischen Gesellschaft[5]
- 2002: Anerkennungspreis im Rahmen des Bayerischen Innovationspreises
- 2002: Innovationspreis der Volksbanken und Raiffeisenbanken in Bayern
- 2003: 1. BioTrends Award für die beste Innovation im Bereich der Nanobiotechnologie.
- 2006: Finalist for the Innovation Award der Association for Lab Automation (ALA)
- 2011: IFCS C.B. Sawyer Memorial Award (IEEE, European Frequency and Time Forum)

## Rezeption
Die Arbeiten Wixforths nahm der deutsche Autor Frank Schätzing in seinem Roman Lautlos auf und schrieb entsprechende Forschungsergebnisse dem dortigen Helden Liam O’Connor zu. Diesem gelingt es mit Hilfe seines Fachwissens, ein Attentat mittels einer Laserwaffe auf den amerikanischen Präsidenten zu verhindern.